# Broager Land
Broager Land är en halvö i Danmark.   Den ligger i Sønderborgs kommun i Region Syddanmark, i den södra delen av landet, 200 km sydväst om Köpenhamn. Största samhälle på halvön är Broager.